# Alfred Eluère
Alfred Eluère (ur. 28 lipca 1893 w Saint-Clément-des-Levées, zm. 12 marca 1985 w Narrosse) – francuski rugbysta grający na pozycji rwacza, olimpijczyk, zdobywca srebrnego medalu w turnieju rugby union na Letnich Igrzyskach Olimpijskich 1920 w Antwerpii, działacz sportowy i samorządowy.

## Kariera sportowa
W trakcie kariery sportowej związany był z klubami Stade nantais i SCUF.
Z reprezentacją Francji uczestniczył w turnieju rugby union na Letnich Igrzyskach Olimpijskich 1920. W rozegranym 5 września 1920 roku na Stadionie Olimpijskim spotkaniu Francuzi ulegli reprezentacji USA 0–8. Jako że był to jedyny mecz rozegrany podczas tych zawodów, oznaczało to zdobycie przez nich srebrnego medalu.

## Varia
Jego kuzyn Xavier na tych samych igrzyskach zdobył brązowy medal w bokserskiej wadze ciężkiej.
Był merem Soorts-Hossegor w latach 1935–1972.
Od 1943 do 1952 roku był prezesem Fédération Française de Rugby, a od 1947 roku przez dwadzieścia lat szefował również Comité national des sports.